# Pétra (Lesbos)
Pétra, en grec moderne : Πέτρα, est un village et un ancien dème situé sur la côte nord de l'île de Lesbos, en Grèce. En tant que dème, il a existé entre 1999 et 2010. À l'entrée en vigueur de la réforme du gouvernement local en 2011, le village perd son statut de municipalité et est intégré au dème de Lesbos, dont il devient une unité municipale. Depuis 2019, il est rattaché au dème de Lesbos-Ouest à la suite de la suppression du dème unique de Lesbos dans le cadre du programme Clisthène I.
Selon le recensement de 2011, Pétra compte un total de 1 108 habitants. Il est situé à une altitude de 13 m.
Pétra a connu un mouvement intellectuel remarquable dans la génération des années 1930, le Printemps lesbien, avec Thrasývoulos Stávrou (el), Dimítrios Stávrou (el) et sa femme Tatiana, Oréstis Kanéllis (el), Tákis Eleftheriádis (el) et d'autres. 
Le développement touristique de la région fut accompagné, à partir du milieu des années 1980, par des programmes de l'Union européenne. Une coopérative féminine d'agrotourisme est notamment créée en 1984. 
Située au sommet d'un éperon rocheux au centre du village, l'église de la Dormition de la Vierge fait l'objet d'un important pèlerinage sur l'île. Au nord du rocher, le manoir Vareltzídena (fin du XVIIIe siècle) est l'un des exemples de demeure de la période ottomane les mieux conservés de Lesbos.